# 悪夢のエレベーター
『悪夢のエレベーター』（あくむのエレベーター）は、幻冬舎から出版された木下半太の小説。または、これを原作としたテレビドラマ、舞台、映画、漫画。

## テレビドラマ
フジテレビで2007年3月27日に放送された。演出は後に映画『ハンサム★スーツ』で映画監督デビューする英勉（はなぶさ つとむ）。

### あらすじ
エレベーターに閉じこめられた4人の物語である。妻の出産立会いに急ぐ男、刑務所から出所してすぐの元空き巣のヤクザ、他人の過去が見える超能力者、自殺を考える女子高生。

### キャスト
- 小川順：堤下敦[1]
- 長谷川朝晴
- 永澤俊矢
- 通山愛里
- ちすん
- 緒方美穂
- 齋藤隆介

### スタッフ
- 演出：英勉
- 編成：浜野貴敏
- プロデューサー：中田好美、小越浩造（東北新社クリエイツ）
- 原作：木下半太
- 脚本：木下半太
- 撮影：吉田正人
- 照明：嶋中聡
- VE：花澤和彦
- 音声・MA：富沢真

## 舞台

### 2008年版
2008年9月12-21日（東京シアタートラム）、9月25-28日（大阪シアター・ドラマシティ）開催。
キャスト
- 吹越満
- 片桐仁
- 中村倫也
- 高橋真唯

スタッフ
- 演出：ダンカン（オフィス北野）
- 原作：木下半太
- 脚本：木下半太

### 2018年版
『悪夢のエレベーター～新宿2丁目Ver.～』のタイトルで2018年12月4-9日（中野テアトルBONBON）に開催。

#### キャスト
- 小川順：堤下敦[1]
- 牧原静夫：白石拓也[2]
- 西郷豊
- 立山誉
- 保土田充
- 田北良平
- 小川麻奈美：三橋愛永[3]
- 須藤陽子：三橋栄香[3]
- 管理人：十条太助
- 中山佳祐
- 関美恵子
- 長瀬貴博
- カオル：山川真生[注 1]

#### スタッフ
- 演出：木下半太
- 原作：木下半太
- 脚本：マッキー
- 監修：yuzuka
- 監督：海老沢栄
- 企画/プロデューサー：yuzuka
- 企画製作：peek a boo、渋谷ニコルソンズ

#### 逸話
- 前年（2017年）10月に交通事故を起こし1年間の謹慎処分となっていた堤下にとっては、本作が謹慎解除後初の舞台出演となった[1]。本作を観劇したお笑いタレントの安田ユーシは「今のつっつん（堤下）にしか出来ない素晴らしい台詞だった」と評している[5]。
- 三橋愛永と三橋栄香は本作が初の姉妹共演。劇中ではギャルに扮するシーンもあった[3]。

## 映画
2009年10月10日公開の日本映画。

### ストーリー (映画)
「消化試合ではない人生を送っている人間はどれだけいるだろう」。
小川はマンションのエレベーターで気を失って倒れていた。気が付くと一緒に乗り合わせていたのはチンピラ風の安井、不気味な雰囲気のゴスロリ少女の香、ジャージ姿の牧原の3人。エレベーターは動かず、非常ボタンは壊れており、携帯電話も皆電池切れや不所持で使えず閉じ込められていた。
小川は妻・麻奈美からの産気付いたとの電話を受け、出産の立ち会いに向かう途中だった。牧原が小川と安井の二人がマンションの住人ではないと怪しむと、香は自分は屋上から飛び降りるために来たと告白。少女に共感した牧原が彼女に触れると「火に包まれた家」が見えるという。香はいじめによる引きこもりでカウンセリングのボランティアの青年が来るようになるが、唯一の味方であった姉が目当てだと分かり、青年が所属する施設に放火したのだという。
牧原は他人に触れると心が読める超能力の持ち主であった。安井は刑務所帰りの空き巣犯で物色をしに、小川はデート帰りに酔った愛人を送ってそれぞれこのマンションに来たことがバレる。
もしこのまま発見されず死んでしまったら、残される奥さんと子供が不憫だと香が言い出し、小川は二人のためにICレコーダーに遺書を録音することになる。出産に立ち会えなかったことと浮気していたことを謝罪したところで何か違和感を感じる…。

### キャスト
- 安井三郎：内野聖陽
- 愛敬香：佐津川愛美
- 牧原静夫：モト冬樹
- 小川順：斎藤工
- マンションの管理人：大堀こういち
- 須藤陽子（小川順の愛人）：芦名星
- 小川麻奈美（小川順の妻）：本上まなみ
- 小西遼生
- 池田鉄洋
- 市川しんぺー
- いけだしん
- 山本彩乃
- 長澤つぐみ
- 芦田昌太郎
- 宮下誠
- いか八朗
- 堀井茶渡

### スタッフ
- 監督：堀部圭亮
- 原作：木下半太
- 脚本：鈴木謙一、堀部圭亮
- 製作：佐藤直樹、宇田川寧
- エグゼクティブプロデューサー：馬場清
- プロデューサー：松村傑、柴原祐一
- 共同プロデューサー：石田雄治
- 音楽：渡邊崇
- 撮影：北信康
- 照明：渡部嘉
- 美術：磯田典宏
- 録音：岩倉雅之
- 編集：高橋幸一
- VE：新部信行
- 装飾：山本志恵
- 特殊造形・特殊メイク・残酷効果：西村喜廣、奥山友太
- スタイリスト：与那覇智
- ヘアメイク：山崎惠子
- VFXスーパーバイザー：鹿角剛司
- スクリプター：小林加苗
- アクション：カラサワイサオ
- キャスティング：田端利江
- 助監督：塩崎遵
- 製作担当：道上巧矢
- ラインプロデューサー：若林雄介
- 主題歌：タカチャ「AIO～愛を下さい～」（エピックレコードジャパン）
- 制作プロダクション：ダブ
- 製作：日活、スモーク
- 配給：日活

## 書誌情報

### 原作小説
- 出版社：幻冬舎メディアコンサルティング
- 発売日：2006年7月7日
- ISBN 9784344995499

文庫版
- 出版社：幻冬舎
- 発売日：2007年10月4日
- ISBN 9784344410237

### 漫画
- 作画：六本木綾
- 出版社：幻冬舎コミックス
- レーベル：バーズコミックススペシャル
- 発売日： 2009年9月24日
- ISBN 9784344817562